# Dasybasis tryphera
Dasybasis tryphera är en tvåvingeart som först beskrevs av Taylor 1917.  Dasybasis tryphera ingår i släktet Dasybasis och familjen bromsar. Inga underarter finns listade i Catalogue of Life.